# Rothmannia whitfieldii
Rothmannia whitfieldii là một loài thực vật có hoa trong họ Thiến thảo. Loài này được (Lindl.) Dandy miêu tả khoa học đầu tiên năm 1952.

## Hình ảnh

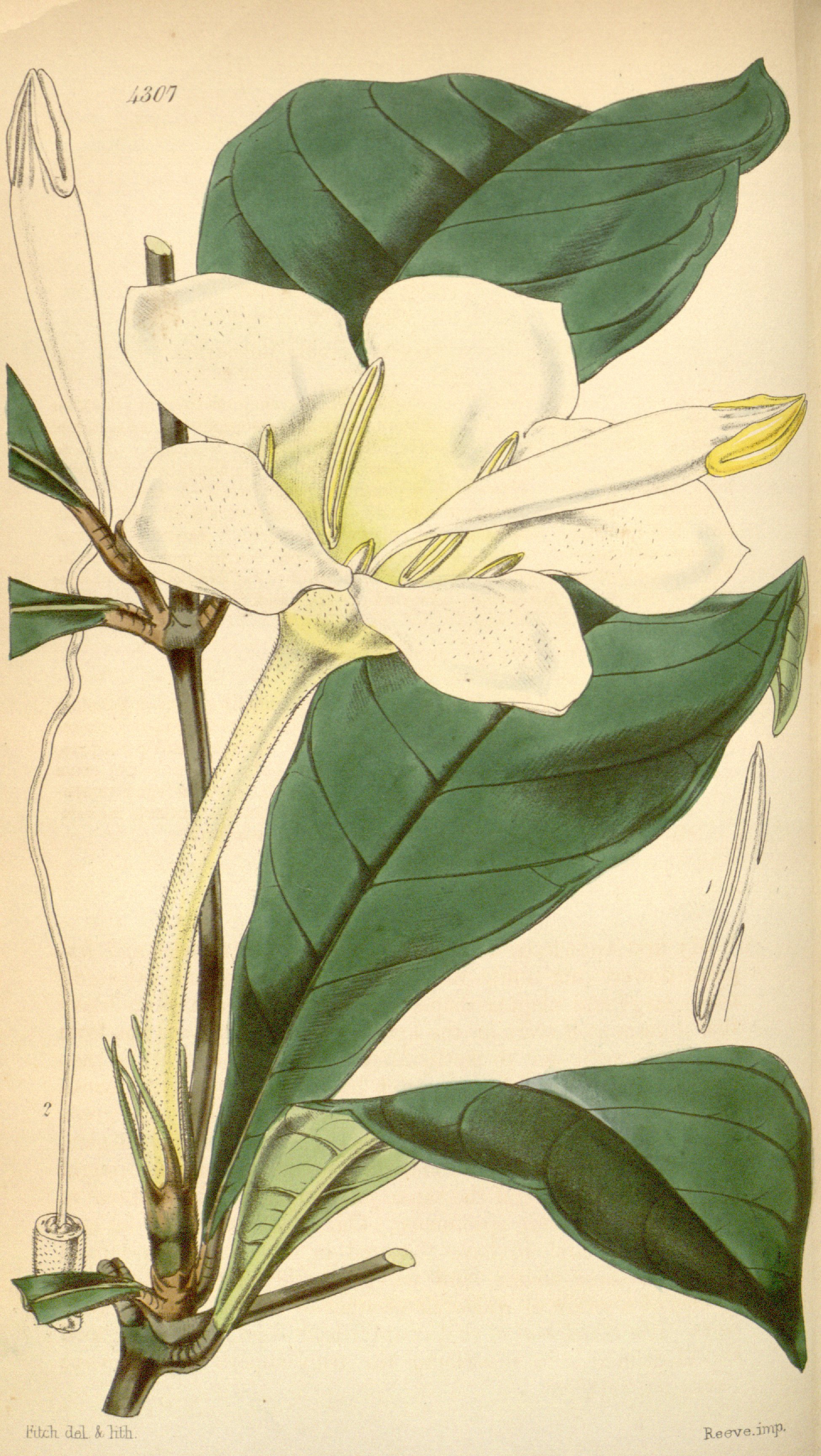